# 村井眞二
村井 眞二（むらい しんじ、1938年8月24日 - 2025年6月30日）は、日本の化学者。工学博士。大阪大学・奈良先端科学技術大学院大学名誉教授。
日本化学会会長、科学技術振興機構上席フェロー、奈良先端科学技術大学院大学理事・副学長などを歴任。大阪市出身。

## 略歴
- 1957年 - 大阪府立住吉高等学校卒業。
- 1966年 - 大阪大学大学院工学研究科修了、同大学工学部助手に就任。
- 1967年 - 米国ウィスコンシン大学博士研究員（ロバート･ウェスト教授研究室）。
- 1987年 - 大阪大学工学部教授に就任。
- 1999年 - 大阪大学工学部長・工学研究科長に就任。
- 2002年 - 大阪大学名誉教授に就任。
- 2005年 - 日本化学会会長に就任。
- 2025年 - 6月30日に死去。86歳没[2]。

## 受賞
- 2006年 - 藤原賞（キラル高分子の精密合成と機能開発）
- 2010年 - 第100回日本学士院賞（遷移金属分子触媒による有機化合物の骨格形成法と修飾法の開拓）
- 2013年11月 - 瑞宝中綬章[3]
- 2015年 - 朝日賞（不活性結合の活性化に基づく革新的合成手法の開拓）[4]
- 2017年 - 文化功労者

## 参照
1. ↑  日本学士院賞授賞の決定について
2. ↑  “化学者の村井真二さん死去 86歳 有機化合物の新たな合成法発見”. 毎日新聞 (2025年7月24日). 2025年7月24日閲覧。
3. ↑  “平成25年秋の叙勲 瑞宝中綬章受章者” (PDF).  内閣府. p. 20 (2013年11月3日). 2015年11月23日時点のオリジナルよりアーカイブ。2023年3月31日閲覧。
4. ↑  “朝日賞 2001－2018年度”. 朝日新聞社. 2023年1月3日閲覧。